# 고바야시 리카코
고바야시 리카코(일본어: 小林 里歌子, 1997년 7월 21일 ~ )는 일본의 여자 축구 선수이다. 포지션은 공격수이며, 현재 일본 여자 축구 리그의 닛폰 TV 벨레자에서 활동하고 있다.

## 클럽 경력
미야기현 센다이시에 위치한 도키와기 학원 고등학교를 졸업하고 2016년에 닛폰 TV 벨레자에 입단했다. 하지만 부상으로 인해 2차례의 시즌에 불참했고 2018 일본 여자 축구 리그 시즌에서 데뷔하게 된다.

## 국가대표팀 경력
중국에서 개최된 2013년 AFC U-17 여자 아시안컵에서 일본의 우승에 기여했으며 해당 대회에서 7골을 기록하면서 대회 득점왕에 오르는 영예를 안았다. 코스타리카에서 개최된 2014년 FIFA U-17 여자 월드컵에서는 5경기에 출전하여 2골을 기록했는데 일본은 해당 대회에서 우승을 차지했다.
중국에서 개최된 2015년 AFC U-20 여자 아시안컵에서 일본의 우승에 기여했으며 해당 대회의 MVP를 수상하는 영예를 안았다. 2015년에는 아시아 축구 연맹(AFC)으로부터 아시아 올해의 여자 청소년 축구 선수상을 수상했지만 파푸아뉴기니에서 개최된 2016년 FIFA U-20 여자 월드컵은 부상으로 인해 불참했다.
2019년 2월에 열린 시빌르브스컵에 참가한 일본 여자 축구 국가대표팀 명단에 이름을 올렸으며 2019년 2월 27일에 열린 미국과의 경기에 처음 출전하면서 일본 여자 축구 국가대표팀 선수로 데뷔했다. 2019년 FIFA 여자 월드컵에도 출전했다. 2019년 EAFF E-1 풋볼 챔피언십 우승에 기여했다. 그녀는 2023년까지 국제 A매치 통산 16경기에 출전, 4득점을 넣었다.

## 통계
| 일본 | 일본 | 일본 |
| 연도 | 출전 | 득점 |
| ---- | ---- | ---- |
| 2019 | 12   | 4    |
| 2020 | 0    | 0    |
| 2021 | 2    | 0    |
| 2022 | 0    | 0    |
| 2023 | 2    | 0    |
| 통산 | 16   | 4    |